# Остров Конехо
Остров Конехо (исп. Isla Conejo) — остров в заливе Фонсека в Тихом океане, находящийся под суверенитетом Гондураса. Площадь острова составляет 0,5 км², постоянное население отсутствует.
Сальвадор рассматривает этот остров как свою территорию, оккупированную Гондурасом в 1982 году небольшим военным отрядом. В последствии, постановление Международного суда в 1992 разграничило владение несколькими островами между этими странами, но Сальвадор по прежнему утверждает, что в постановлении прямо не упоминается остров Конехо, и что это незаконно оккупированная территория. В свою очередь, Гондурас утверждает, что остров не участвовал в постановлении по причине того, что его статус не оспаривался вовсе: остров находятся всего в нескольких сотнях метров от побережья Гондураса, а во время отлива, вода достигает уровня колен, что делает этот остров в пешей доступности от побережья, а также позволяет географически рассматривать его как мыс, превращающийся островом под действием приливов. По их словам, это делает его придатком материка, в частности муниципалитета Алианса. В 2002 Международный суд отклонил запрос Сальвадора относительно острова, поскольку он не носил нового характера по сравнению с уже вынесенными.